# Libon (Albay)
Pour les articles homonymes, voir Libon (homonymie).
Libon est une municipalité de la province d'Albay, aux Philippines.
Sa population est de 71 525 habitants au recensement de 2010 sur une superficie de 223 km2, subdivisée en 47 barangays.